# Тарасенко Іван Іванович
Іва́н Іва́нович Тара́сенко (нар. 27 вересня 1923 — пом. 15 січня 1943) — радянський військовик часів Другої світової війни, стрілець 2-ї роти 130-го гвардійського стрілецького полку 44-ї гвардійської стрілецької дивізії (1-ша гвардійська армія), гвардії рядовий. Герой Радянського Союзу (1943).

## Життєпис
Народився 27 вересня 1923 року в селі Іванівці, нині Новоукраїнського району Кіровоградської області, в селянській родині. Українець. Закінчив 6 класів. Разом з родиною переїхав до Магнітогорська (Челябінська область, Росія). У 1940 році закінчив залізничне училище, отримав кваліфікацію токаря по металу. Працював у вагонно-колісних майстернях депо.
До лав РСЧА призваний у 1942 році, учасник німецько-радянської війни з жовтня того ж року. Воював на Південно-Західному фронті.
Особливо стрілець 2-ї роти 130-го гвардійського стрілецького полку 44-ї гвардійської стрілецької дивізії гвардії рядовий І. І. Тарасенко відзначився під час визволення залізничного селища Донське. 15 січня 1943 року група бійців 2-ї роти кількістю 13 чоловік під командуванням гвардії лейтенанта І. С. Лікунова, попри кулеметний і мінометний вогонь супротивника, здолала дротові загородження й крижаний вал і увірвалась на околицю селища, захопивши 3 крайніх будинки. Протягом дня група відбивала всі атаки ворога. Тоді німці оточили будинки, обклали їх соломою й підпалили. Всі 13 бійців загинули, але не здались.
Похований у братській могилі на станції Красновка Тарасовського району Ростовської області.

## Нагороди
Указом Президії Верховної Ради СРСР від 31 березня 1943 року за зразкове виконання бойових завдань командування на фронті боротьби з німецькими загарбниками та виявлені при цьому відвагу і героїзм, гвардії рядовому Тарасенку Івану Івановичу присвоєне звання Героя Радянського Союзу (посмертно).
Був нагороджений орденом Леніна (31.03.1943).